# Кінний спорт на літніх Олімпійських іграх 2024 — командний конкур
Змагання з кінного спорту в командному конкурі на літніх Олімпійських іграх 2024 відбуваються 1 і 2 серпня у Версальському палаці. Змагаються 60 вершників і вершниць (20 команд по 3 в кожній) з 20 країн. Як і в інших кінноспортивних дисциплінах, жінки змагаються разом з чоловіками.

## Розклад
Вказано центральноєвропейський час (UTC+1).
| Дата               | Початок | Етап         |
| ------------------ | ------- | ------------ |
| Четвер, 1 серпня   | 11:00   | Кваліфікація |
| П'ятниця, 2 серпня | 14:00   | Фінал        |